# Уряд Молдови
Уряд Республіки Молдова — орган виконавчої влади в Республіці Молдова, який згідно з Конституцією Республіки Молдова (1994), забезпечує здійснення внутрішньої і зовнішньої політики держави та здійснює загальне керівництво державним управлінням. Уряд організовується і функціонує відповідно до конституційних положень, на основі урядової програми, прийнятої Парламентом Республіки Молдова. Він складається з лідера, який називається прем'єр-міністром, віце-прем'єр-міністрами, міністрами та іншими членами, встановленими органічним законом. 
Уряд забезпечує реалізацію внутрішньої і зовнішньої політики держави, здійснює загальне керівництво державним управлінням і підзвітний Парламенту.

## Діяльність
Уряд Молдови забезпечує проведення внутрішньої і зовнішньої політики держави і здійснює загальне керівництво публічним управлінням. Складається з прем'єр-міністра, першого заступника прем'єр-міністра, віцепрем'єрів, міністрів і інших членів Правління» відповідно до Конституції Республіки Молдова (1994).

## Президія Уряду
З метою координації внутрішньої діяльності Уряду та з метою затвердження проекту порядку денного засідань Уряду утворюється Президія Уряду, до складу якої входять прем'єр-міністр та віце-прем'єр-міністри. Засідання Президії Уряду скликається Прем'єр-міністром і вважається дорадчим, якщо в ньому беруть участь всі члени Президії. У разі відсутності віце-прем'єр-міністра він делегує іншого члена Уряду для участі у засіданні з повним правом. Рішення в межах Президії Уряду приймаються консенсусом. 

## Міністерства
Уряд Молдови, у своєму підпорядкуванні, має наступні 13 міністерств:
- Міністерство закордонних справ та європейської інтеграції
- Міністерство внутрішніх справ
- Міністерство сільського господарства та харчової промисловості
- Міністерство оборони
- Міністерство культури
- Міністерство економіки
- Міністерство освіти і науки
- Міністерство фінансів
- Міністерство інфраструктури та регіонального розвитку
- Міністерство юстиції
- Міністерство навколишнього середовища
- Міністерство праці та соціального захисту населення
- Міністерство охорони здоров'я

## Державна канцелярія
Забезпечення організації діяльності Уряду, встановлення загальних засад визначення пріоритетів Уряду, забезпечення методологічного та організаційного забезпечення системи планування, розроблення та реалізації державної політики на рівні міністерств та інших центральних органів управління, здійснення контролю за виконанням Програми Уряду, подання аналітичних та інформаційних матеріалів, підготовка проектів рішень, розпоряджень та положень, а також перевірка виконання рішень, постанов і положень є обов'язком Державної канцелярії.
У складі Державної канцелярії активізується Контрольний орган Прем'єр-міністра, який здійснює контроль за виконанням центральною спеціалізованою державною адміністрацією обов'язків, передбачених нормативною базою, та завдань, встановлених в актах уряду, у програмі його діяльності та в інших документах державної політики. 
Державна канцелярія діє на підставі положення, затвердженого Урядом.
Структура, кадровий стан та соціально-матеріальне страхування посадових осіб Державної канцелярії встановлюються Урядом на основі принципу можливості, а умови оплати праці – відповідно до законодавчих положень у цій сфері.
Фінансування витрат на утримання Державної канцелярії здійснюється в межах бюджетних коштів, затверджених Парламентом для Уряду. 

## Уряди Республіки Молдова
| Уряд                      | В офісі від       | До                |
| ------------------------- | ----------------- | ----------------- |
| Уряд Валеріу Муравскі     | 28 травня 1991    | 1 липня 1992      |
| Уряд Андрія Сангелі (1)   | 1 липня 1992      | 5 квітня 1994     |
| Уряд Андрія Сангелі (2)   | 5 квітня 1994     | 24 січня 1997     |
| Уряд Іон Чубук (1)        | 24 січня 1997     | 22 травня 1998    |
| Уряд Іон Чубук (2)        | 22 травня 1998    | 12 березня 1999   |
| Уряд Іон Стурза           | 12 березня        | 21 грудня 1999    |
| Уряд Думітру Брагіш       | 21 грудня 1999    | 19 квітня 2001    |
| Уряд Васіле Тарлев (1)    | 19 квітня 2001    | 19 квітня 2005    |
| Уряд Васіле Тарлев (2)    | 19 квітня 2005    | 31 березня, 2008  |
| Уряд Зінаїди Гречаный (1) | 31 березня 2008   | 10 червня, 2009   |
| Уряд Зінаїди Гречаный (2) | 10 червня 2009    | 25 вересня, 2009  |
| Уряд Влад Філат (1)       | 25 вересня 2009   | 14 січня, 2011    |
| Уряд Влад Філат (2)       | 14 січня 2011     | 30 травня 2013    |
| Уряд Юріє Леанка          | 30 травня 2013    | 18 лютого 2015    |
| Уряд Киріла Габурічі      | 18 лютого         | 30 липня 2015     |
| Уряд Валеріу Стрелец      | 30 липня 2015     | 20 січня 2016     |
| Уряд Павел Філіп          | 20 січня 2016     | 8 червня 2019     |
| Уряд Майї Санду           | 8 червня          | 14 Листопада 2019 |
| Уряд Іон Кіку             | 14 Листопада 2019 | 6 Серпня 2021     |
| Уряд Наталії Гаврилиці    | 6 Серпня 2021     | теперішній        |

## Голова уряду
| Посада                               | Міністр           | Початок терміну | Кінець терміну | Партія | Партія     |
| ------------------------------------ | ----------------- | --------------- | -------------- | ------ | ---------- |
| Прем'єр-міністр                      | Дорін Речан       | 16 лютого 2023  | Чинний         |        | ПДС        |
| Віцепрем'єр-міністри                 |                   |                 |                |        |            |
| Віцепрем'єр-міністр                  | Ніку Попеску      | 6 серпня 2021   | Чинний         |        | незалежний |
| Віцепрем'єр-міністр                  | Андрій Спину      | 6 серпня 2021   | Чинний         |        | ПДС        |
| Віцепрем'єр-міністр з реінтеграції   | Влад Кульмінський | 6 серпня 2021   | Чинний         |        | незалежний |
| Віцепрем'єр-міністр з діджиталізації | Юріє Цуркану      | 6 серпня 2021   | Чинний         |        | незалежний |

## Кабінет міністрів
Склад чинного уряду подано станом на серпень 2023 року.
| Посада                                                        | Міністр            | Початок терміну | Кінець терміну | Партія | Партія     |
| ------------------------------------------------------------- | ------------------ | --------------- | -------------- | ------ | ---------- |
| Міністр інфраструктури та регіонального розвитку              | Андрій Спину       | 6 серпня 2021   | Чинний         |        | ПДС        |
| Міністр закордонних справ та європейської інтеграції          | Ніку Попеску       | 6 серпня 2021   | Чинний         |        | незалежний |
| Міністр юстиції                                               | Серджіу Литвиненко | 6 серпня 2021   | Чинний         |        | ПДС        |
| Міністр охорони здоров'я                                      | Алла Немеренко     | 6 серпня 2021   | Чинна          |        | незалежна  |
| Міністр оборони                                               | Анатолій Носатий   | 6 серпня 2021   | Чинний         |        | незалежний |
| Міністр внутрішніх справ Молдови                              | Анна Ревенко       | 6 серпня 2021   | Чинна          |        | незалежна  |
| Міністр освіти та досліджень                                  | Анатоліє Топале    | 6 серпня 2021   | Чинний         |        | незалежний |
| Міністр економіки                                             | Серджіу Гайбу      | 6 серпня 2021   | Чинний         |        | незалежний |
| Міністр фінансів                                              | Думітру Будянські  | 6 серпня 2021   | Чинний         |        | ПДС        |
| Міністр довкілля                                              | Юліана Кантараджиу | 6 серпня 2021   | Чинна          |        | ПДС        |
| Міністр культури                                              | Серджіу Продан     | 6 серпня 2021   | Чинний         |        | незалежний |
| Міністр праці та соціального захисту                          | Марчел Спетарь     | 6 серпня 2021   | Чинний         |        | незалежний |
| Міністр сільського господарства та продовольчої промисловості | Віорел Герчу       | 6 серпня 2021   | Чинний         |        | незалежний |
| Урядовці за посадою                                           |                    |                 |                |        |            |
| Башкан Гагаузії                                               | Ірина Влах         | 15 квітня 2015  | Чинна          |        | незалежна  |

14 липня 2023 року, прем'єр-міністр Молдови Дорін Речан оголосив про відставку трьох міністрів зі свого уряду. Зазначається, що у відставку пішли міністерка внутрішніх справ Анна Ревенко, міністр освіти Анатолій Топале і міністерка інфраструктури Лілія Добіжа. Речан повідомив, що ще напередодні зазначені міністри подали заяви про відставку. Він подякував їм роботу в міністерствах.

## Історія
До проголошення незалежності Молдови 27 серпня 1991 року уряд Молдови називався Радою Міністрів Молдавської РСР.